# Ján Still
Ján (Johann) Still (26. ledna 1805, Stará Lesná – 23. ledna 1890, Nová Lesná) byl novolesenský učitel, lovec kamzíků, horský vůdce a první člověk, který vystoupil na Gerlachovský štít.

## Životopis
Ján Still (čti Styl) pocházel z rolnické rodiny spišských Němců. Chodil do lidové školy a přitom už v dětském věku pomáhal rodičům při rolnických pracích. Vyšší vzdělání se mu podařilo získat samostudiem. 18. listopadu 1826 se oženil s Marií Gellhofovou, rodačkou z Veľké. Z jejich manželství se narodily čtyři děti. Syn Jan Still ml. (1828–1873) působil na více místech jako kaplan a od roku 1861 jako katolický farář v Lendaku, kde ve věku 45 let podlehl epidemii cholery. Dcery Marie Terezie (* 1833) a Karolína (* 1840) se neprovdaly, pomáhaly jako hospodyně v Spišské Kapitule. Juliana Amálie (* 1837) se provdala za učitele Gellhofa, pozdějšího ředitele školy ve Velkém Slavkově. Ján Still nastoupil v roce 1828 na své první učitelské místo v Kežmarku. Od roku 1832 učil na německé katolické škole v Nové Lesné. Kromě učení se věnoval zemědělským pracím, choval včely a byl členem lidové skupiny Lock, která hrávala při různých slavnostních příležitostech, na svatbách, bálech i pohřbech v širokém okolí. Ale nadevše měl rád Vysoké Tatry a horské vůdcovství. Bratr Jana Stila Pavel Still (1816–1886) byl katolickým knězem a působil v Ružomberku, Kežmarku, Levoči a ve Vyšných Repaších. V Levoči se zasloužil o zvelebení svatyně na Mariánské hoře.

## Horský vůdce

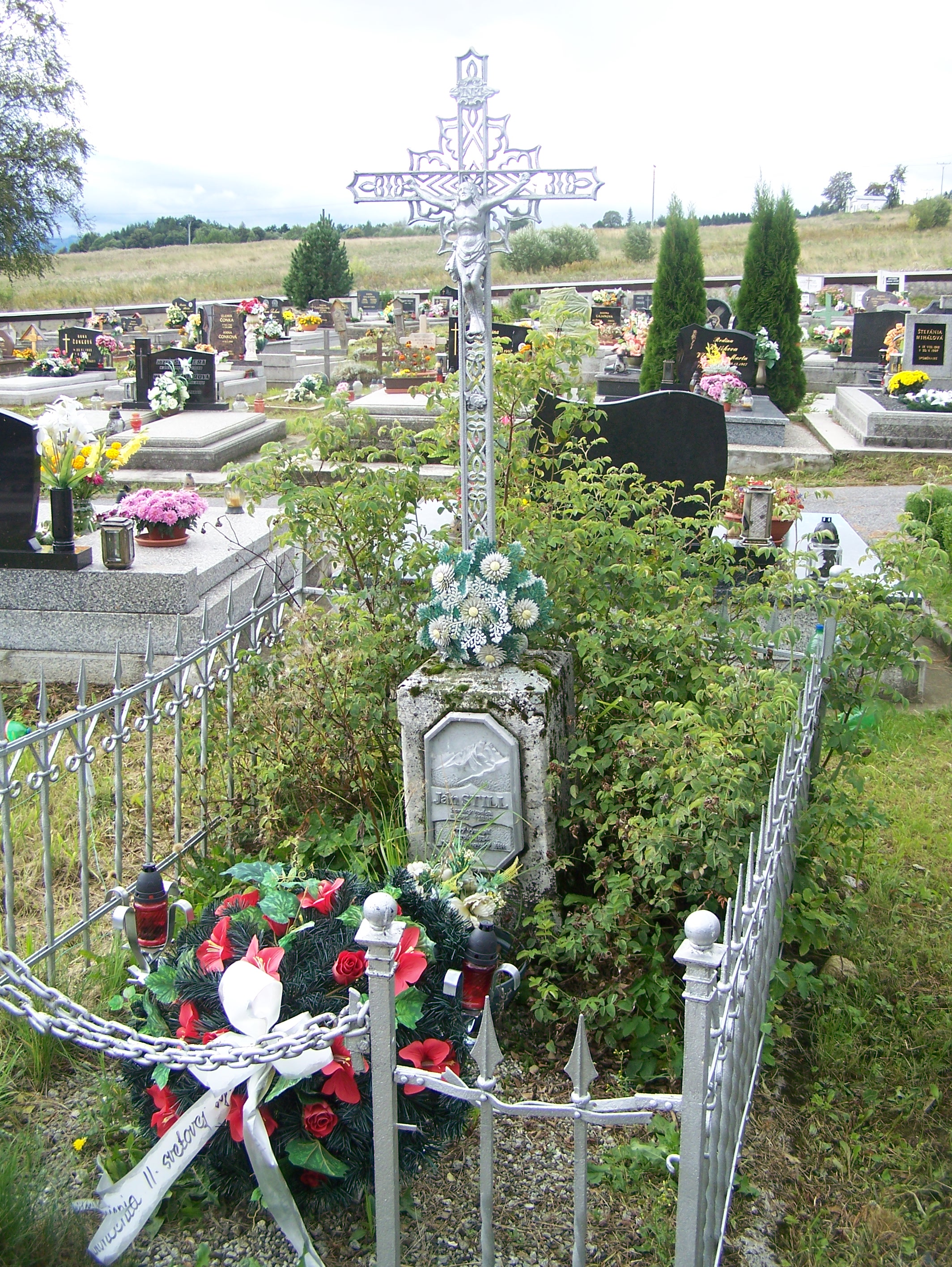
Hrob Jana Stila v Nové Lesné

Jelikož Ján Still znal velmi dobře Tatry, turisté si ho rádi vybírali jako horského vůdce. Důležitý byl i fakt, že ovládal kromě němčiny i slovenštinu a maďarštinu. V roce 1834 vystoupil na Gerlachovský štít, co se pokládá za prvovýstup. Této túry se zúčastnil spolu se svým švagrem Gellhofom, stavitelem z Velké, Martinem Urbanem Spitzkopfom, mlynářem z Nové Lesné, a s dvěma dalšími neznámými lovci kamzíků. Jelikož však v roce 1834 neexistoval žádný spolek, který by evidoval horské výstupy a na Spiši nevycházelo žádné periodikum, které by tuto událost zdokumentovaly, tento výstup nebyl nikde zaevidován. Je však vysoce pravděpodobné, že Jan Still byl opravdu prvolezec. I tímto výstupem se z Jana Stila stal uznávaný a registrovaný horský vůdce. Této činnosti se věnoval do vysokého věku. Vodíval zejména na Lomnický štít a na Gerlach. Jak uvádí I. Bohuš st., doložené jsou například jeho následující výstupy na Gerlachovský štít:
- 1872 – doprovod pruského vysokoškoláka Františka Holsta
- 1872 – výstup se známým horolezcem Mor Dechym, který lezl i v Himálaji
- 1874 – doprovod docenta Teodora Steinberga a Huga Elsnera

Still nejen sám vodíval, ale stačil vychovat i nastupující generaci horských vůdců. Na průvodce na nejvyšší tatranský vrchol vyškolil například Novolesňany Samuela Horvaya a Martina Spitzkopfa. Jako jednasedmdesátiletý provedl na tehdejší časy odvážný a proslulý prvovýstup na Prostredný hrot spolu s banskoštiavnickým lékařem Edmundem Vilémem Térym a ředitelem ze Starého Smokovce Schwarzem. Na Lomnický štít vystoupil Still jako průvodce turistů spolu deväťdesiatdeväťkrát! Ján Still zemřel ve věku 85 let v Nové Lesné. Jak se píše se v dobových periodikách, na poslední cestě ho přišli jako známou osobnost doprovodit kromě blízkých příbuzných i všichni obyvatelé vesnice, mnozí učitelé, katoličtí i evangeličtí kněží z bližšího i vzdálenějšího okolí a mnoho jiných známých lidí podtatranského kraje. Byl pohřben na čestném místě v prostředku novolesnianskho hřbitova u hlavního kříže, kde dodnes odpočívá spolu se svou manželkou.

## Ocenění
Za jeho zásluhy v oblasti školství a za vynikající výsledky v ostatních oblastech, kterým se věnoval, tedy i za horské vůdcovství ve Vysokých Tatrách, byl oceněn i z nejvyšších míst. Při příležitosti oslav jeho padesátiletého působení v učitelských službách mu v roce 1882 rakouský císař František Josef I. udělil Stříbrný kříž za celoživotní zásluhy. V roce 1995 byla Janovi Stillovi u příležitosti 680. výročí první písemné zmínky o obci Nová Lesná odhalena pamětní tabule a na jeho počest se počínaje tímto rokem každoročně koná Memoriál Jana Stila.